# Liste des partis politiques de l'île de Man
Les partis politiques de l’île de Man, qui ne jouaient aucun rôle dans la vie politique de l'île jusqu'aux élections de 2006, sont :

## Partis en activités
- Parti libéral vannin.
- Parti travailliste mannois.

Aux élections de 2001 à la House of Keys, le Parti travailliste récolta 17,3 % des votes et remporta deux sièges. La grande majorité des sièges de la Chambre ont été remportés par des candidats sans étiquette. Aux élections de 2006, le Parti libéral vannin (forme mutée de mannin, « mannois »), nouvellement formé, remporta deux sièges : Onchan avec Peter Karran, et Douglas-sud avec Bill Malarky. En 2007, il remporta également deux sièges aux élections pour le gouvernement local.

## Groupes politiques de pression
- Alliance pour un gouvernement progressiste (APG).
- Groupe d'action positive (PAG).
- Mec Vannin.

Mec Vannin, bien qu'étant dans ses premières années, un parti politique à part entière, a évolué en quasi-groupe de pression.

## Partis disparus
- Parti communiste mannois.
- Parti national mannois (deux partis portèrent ce nom).
- Parti libéral mannois.
- Association politique des Mannois.
- Parti travailliste apolitique.